# Джовани деле Банде Нере (лек крайцер, 1930)
Джовани деле Банде Нере (на италиански: Giovanni delle Bande Nere) е лек крайцер на италианския флот от времето на Втората световна война. Кораб от типа „Алберто да Джусано“. Наречен е в чест на средновековен италиански кондотиер.

## История на службата
Заложен е на 31 октомври 1928 г. в корабостроителницата „Cantieri Navali di Castellammare di Stabia“. Спуснат на вода на 27 април 1930 г. В състава на флота е приет на 1 януари 1931 г.
Изначално носи служба във водите на Италия, в годинните на Гражданската война в Испания оказва помощ на фалангистите.
През юни 1940 г., след официалното влизане на Италия във Втората световна война, „Джовани деле Банде Нере“ сформира 2-ра крайцерска дивизия заедно с крайцера „Луиджи Кадорна“, поставя мини в Сицилианския пролив на 10 юни. От юли за месец прикрива конвоите, плаващи за Северна Африка.
По време на съпровождането на конвой от Триполи за Лерос „Джовани деле Банде Нере“ и „Луиджи Кадорна“ влизат в боя при нос Спада на 17 юли 1940 г. В хода на битката против австралийската ескадра е потопен „Бартоломео Колеони“, а „Банде Нере“ е повреден, успявайки с ответния си огън да повреди „Сидни“, чийто огън е фатален за „Бартоломео Колеони“. „Джовани деле Банде Нере“ успява да се върне в Триполи.
От декември 1940 до 1941 г. „Джовани деле Банде Нере“ носи служба в състава на 4-та крайцерска дивизия, изпълнява задания по охраната на конвоите. През юни 1941 г. „Джовани деле Банде Нере“ и „Алберто да Джусано“ поставят минно заграждение близо до Триполи, на което през декември 1941 г. се натъква съединение „K“ на британския флот: потъват крайцер и разрушител, още два крайцера получават повреди. Аналогична операция е проведена през юли в Сицилианския пролив.
През 1942 г. „Джовани деле Банде Нере“ продължава да съпровожда италианските конвои и да прехваща британските. Операцията K7 по доставка на припаси от Месина и Корфу за Триполи с голямо съпровождение е прекъсната след сблъсък с британския конвой MW-10, известна като Втора битка в залива Сирт: „Банде Нере“ със своя огън нанася тежки повреди на британския крайцер „Клеопатра“, изваждайки от строя цялата му радионавигационна система и няколко оръдейни кули.
На 23 март 1942 г. „Джовани деле Банде Нере“ попада в щорм, в хода на който е повреден. По пътя за ремонт в Ла Специя, на 1 април 1942 г., крайцерът е торпилиран и потопен от британската подводница Urge: жертвите са 381 души. Всичко през време на войната крайцера има 15 мисии, изминавайки над 35 хиляди морски мили.